# ژان کلود وان ایتالی
ژان کلود وان ایتالی (انگلیسی: Jean-Claude van Itallie؛ زادهٔ ۲۵ مه ۱۹۳۶) نمایشنامه‌نویس و آموزگار اهل ایالات متحده آمریکا است. او برندهٔ جوایزی همچون کمک‌هزینه گوگنهایم، جایزه اوبی و جایزه دراما دسک شده‌است. او بیش از هرچیز با نمایش آمریکا هورا شناخته می‌شود که نمایشی ضد جنگ ویتنام بود.
او در بلژیک زاده شد و بعد از اشغال این کشور توسط آلمان نازی، به همراه خانواده به آمریکا مهاجرت کرد. او در زمینه تاریخ و ادبیات از دانشگاه هاروارد فارغ‌التحصیل شد.